# Berlins kvinnokongress 1896

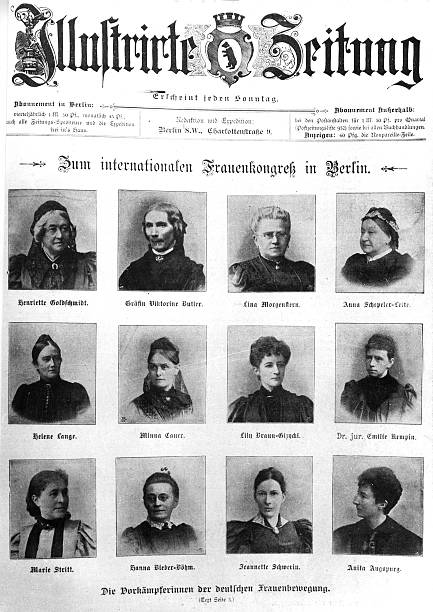
Berlins kvinnokongress 1896

Berlins kvinnokongress 1896, även kallad  International Congress for Women's Achievements and Women's Endeavors, International Women's Congress in Berlin, eller Internationale Kongress für Frauenrechte und Frauenbestrebungen (internationella kongressen för kvinnors rättigheter och kvinnors strävanden), var en internationell kongress som ägde rum i Berlin 19-26 september 1896. 
Över 1 000 deltagare från många europeiska länder och USA deltog i kongressen.

## Historik
Kvinnorättsaktivisten Lina Morgenstern fick idén att för första gången anordna en stor internationell kvinnokongress i Berlin under handelsutställningen 1896. Minna Cauer skrev i en offentlig inbjudan:
"För första gången sällar sig Tysklands kvinnor i raden av kvinnor från andra länder genom att bjuda in folk till ett allmänt möte för första gången som de har modet att åstadkomma ett utbyte av idéer med andra länder om deras arbete och ambitioner. (...) Det var den juridiska frågan, kvinnors ställning i den nya civillagen, som också väckte blyga, vacklande och rädda sinnen (...) Berlinkvinnorna inbjöd denna kongress. Den kom inte från föreningar, inte från Tysklands kvinnor som helhet, utan från kvinnor i huvudstaden som tyckte att det med tanke på handelsutställningen vore bra att för en gångs skull låta kvinnor också "träffas". Styrd av tanken att ingen skulle lämnas obegrundad som svar på en sådan begäran skickades vänliga inbjudningar till alla ledare i Tyskland, oavsett vilken grupp de tillhörde, och även utan undantag till alla ledare i de andra länderna. (...) Det är syftet med denna kongress, att kvinnor utbyter sina idéer, presenterar sina arbetsfält för varandra, kommunicerar kvinnors rättsliga ställning i olika länder och på så sätt skapar ett band av ädla och förhoppningsvis varaktiga relationer mellan individerna och varandra mellan länder. (...)” 
Över 1 000 kvinnor samlades, främst från Tyskland, men även från nästan alla europeiska länder och USA. Det var många föreläsningar och diskussioner om en mängd olika ämnen, såsom politiska kvinnors rättigheter, utbildning, sociala aktiviteter, prostitution, klädmode och annat.
Bland de mest kända deltagarna fanns kvinnorättsaktivisterna Alice Salomon, Henriette Goldschmidt och Clara Zetkin och den italienska reformpedagogen Maria Montessori. Andra talare var: 
Anita Augspurg, Anna Bauer, Hanna Bieber-Böhm, Ottilie von Bistram, Lily Braun, Elvira Castner, Minna Cauer, Bertha Delbanco, Luise Ey, Auguste Friedemann, Margarethe Hager, Agnes Herrmann, Laura Herrmann, Luise Jessen, Emilie Kempin, Rosa Marsits, Fanny Meissner-Diemer, Ella Mensch, Elisabeth Miessner, Natalie von Milde, Lina Morgenstern, Klara Müseler, Anna Plothow, Hermine von Preuschen-Telmann, Sera Prölß, Lydia Rabinowitsch-Kempner, Marie Raschke, Dora Rösler, Annie Salmon, Käthe Schirmacher, Therese Schlesinger-Eckstein, Rosalie Schoenflies, Jeanette Schwerin, Ulrike Stobbe, Anna Stock, Klara Strich, Marie Stritt, Barbe von Tarnofsky (Warwara Tarnowskaja). 

## Eftermäle
Allgemeiner Verein zur Verbesserung der Frauenkleidung bildades som resultat av kongressen. 
Många tyska och utländska dagstidningar och tidskrifter rapporterade om kongressen. 